# Walter Simons
Walter Simons (Elberfeld, 1861. szeptember 24. – Potsdam, 1937. július 14.) német jogász és párton kívüli politikus. Miután külügyminiszterként részt vett a birodalmi kormányban, 1922-től 1929-ig a Reichsgericht, a német Birodalmi Törvényszék elnökeként szolgált. 1925-ben Friedrich Ebert halála után a birodalmi elnök funkcióját töltötte be ügyvezető államfőként.

## Élete
Walter Simons Louis Simons (1831–1905) gyártulajdonos és neje Helene Kylmann (1842–?) fiaként született Elberfelden. Anyai ágról Gottlieb Kylmann üzletember és politikus unokája, Walter Kylmann építész unokaöccse. Apai ágról Friedrich Wilhelm Simons̠-Köhler (1802–1856) vállalkozó unokája, továbbá Ludwig Simons (1803–1870) igazságügyi miniszter rokona, Rudolf Sohm jogász tanítványa, hatással volt rá a humanizmus és a pietizmus.
Történelmi, filozófiai, jogi és közgazdaságtani tanulmányai után Straßburgban, Lipcsében és Bonnban kezdte meg jogi pályáját 1882-ben mint jogi gyakornok, és 1893-ban lett járásbíró Velbertben. A birodalmi igazságügyi hivatalban (1905), valamint a német külügyminisztériumban (1911) betöltött pozícióját követően Simons 1918. októberében a birodalmi kancellária vezetője volt. Mint olyan részt vett a bukaresti és a Breszt-litovszki béke tárgyalásain. 1918. október 4-én Miksa badeni herceg megbízottjaként miniszteri igazgatóvá nevezte ki a birodalmi kancelláriában. Innen hirdette ki Simons 1918. november 9-én II. Vilmos német császár lemondását a trónról. Simons ezzel a kijelentésével akarta megelőzni a köztársaság kikiáltását, ami kudarccal végződött.
1919 decemberében a külügyminisztérium jogi részlegére került. Ezt követően a német versailles-i békedelegáció általános titkára volt, majd visszalépett, mivel elutasította a versailles-i békét. 1919-ben és 1920-ban Simons a Német Ipari Szövetség vezetője volt.
1920, június 25-től 1921. május 4-ig Walter Simons a weimari köztársaság birodalmi külügyminisztere Fehrenbach kormányában, ami a Centrum Párt, DDP és DVP koalíciójaként alakult meg. Hans Mommsen történész a párton kívüli karrierjogász személyében azt a kísérletet látja, hogy a nehéz tárgyalásokat a győztes hatalmakkal belpolitikai szempontoktól távoltartsa. Ez csak részben sikerült. Simons Németországot képviselte a spa-i konferencián 1920. júniusában. Emellett ugyan a németeknek nem sikerült csökkenteni a győztes hatalmak jóvátételi követeléseit, de mindamellett javára írható, hogy a hozzá csatlakozó szakértő tanácsadóknak saját képviselője volt.

## Művei
- Christentum und Verbrechen, Leipzig, 1925
- Religion und Recht (Vorlesungen gehalten an der Universität Uppsala), Berlin-Tempelhof, 1936
- Kirchenvolk und Staatsvolk, Leipzig, 1937 (= Leipziger rechtswissenschaftliche Studien, 100)

## Fordítás
- Ez a szócikk részben vagy egészben  a   Walter Simons című német Wikipédia-szócikk ezen változatának fordításán alapul.  Az eredeti cikk szerkesztőit annak laptörténete sorolja fel. Ez a jelzés csupán a megfogalmazás eredetét és a szerzői jogokat jelzi, nem szolgál a cikkben szereplő információk forrásmegjelöléseként.